# Jean Coraboeuf
Jean Alexandre Coraboeuf, né à Pouillé-les-Coteaux (Loire-Atlantique) le 6 novembre 1870 et mort à Paris le 6 février 1947, est un peintre et graveur français.

## Biographie
Jean Alexandre Coraboeuf vit sa prime jeunesse dans une famille modeste, entre son père Jean (1840-1918) et sa mère Marie Bréand qui tiennent la recette buraliste de Pouillé-les-Côteaux, tout en exerçant les métiers de tailleur et de couturière. Clerc de notaire, sa passion du dessin l'amène finalement à Paris, où il entre à l'École des beaux-arts en 1891, devenant l'élève de Jean-Léon Gérôme, Édouard Detaille et Jules Jacquet.
Obtenant le grand prix de Rome en gravure de 1898, après un échec deux ans auparavant, cet artiste au trait raffiné intègre la villa Médicis, à Rome. Ce prestigieux prix couronnant un brillant parcours académique lui ouvre les portes d'une carrière de portraitiste mondain, sans oublier ses scènes mythologiques et ses études sur l'éternel féminin. De nombreuses personnalités du monde politique (Aristide Briand), intellectuel (Louis Duchesne en 1903, Edmond Rostand), mondain (Giuseppe Primoli en 1920) ou du spectacle, se font alors portraiturer.
Sa renommée faite, l'artiste se marie en 1903 à Antoinette Thévenin, qui lui donne une fille unique, Madeleine, avant de mourir en 1912. Sa fille sera connue sous le nom de Magda Fontanges, d'abord comme maîtresse de Benito Mussolini, puis comme espionne allemande pendant la Seconde Guerre mondiale.
En 1910, il obtient une médaille de 3e classe au Salon des artistes français où il expose en 1929 la gravure au burin Mme Lavergne, d'après le dessin d'Ingres.
Le comportement de sa fille choque sa fibre patriotique ; ses gravures ornent de nombreuses mairies de France après avoir gagné un concours national pour illustrer le diplôme aux morts pour la Patrie de la Première Guerre mondiale.
Cependant, chaque été, ce portraitiste sociétaire du Salon des artistes français et du Salon des indépendants quitte son domicile parisien du 3, rue Duguay-Trouin pour passer l'été dans son pays natal d'Ancenis (Loire-Atlantique), y brossant des scènes champêtres, y gravant des eaux-fortes sur Nantes.
Le musée d'Orsay à Paris, le musée napoléonien de Rome, le musée de Saint-Malo et la mairie d'Ancenis conservent des œuvres de Jean Coraboeuf. Une rue d'Ancenis porte son nom.

Œuvres de Jean Coraboeuf
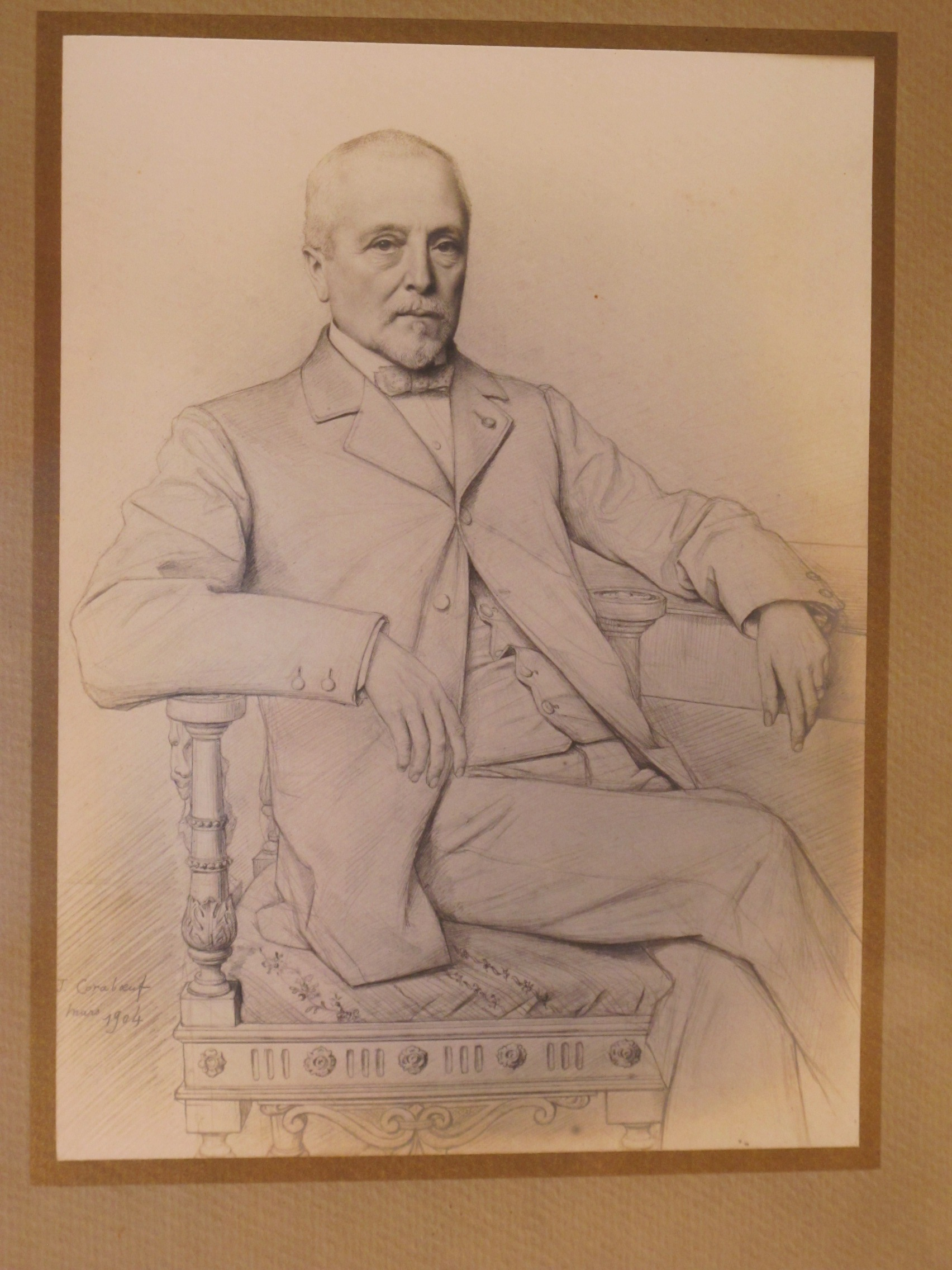
Albert Decrais (1904), dessin, localisation inconnue.
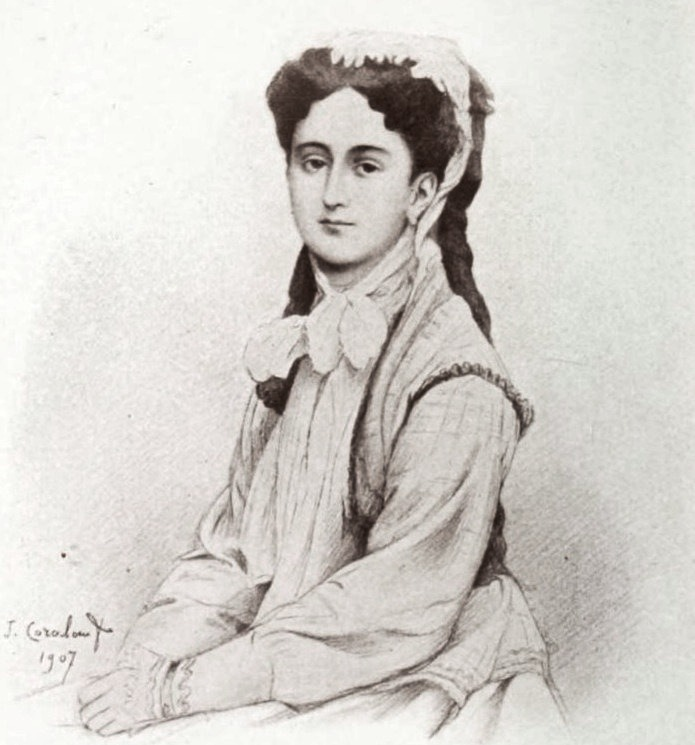
Léonie Léon (1907), dessin, localisation inconnue.
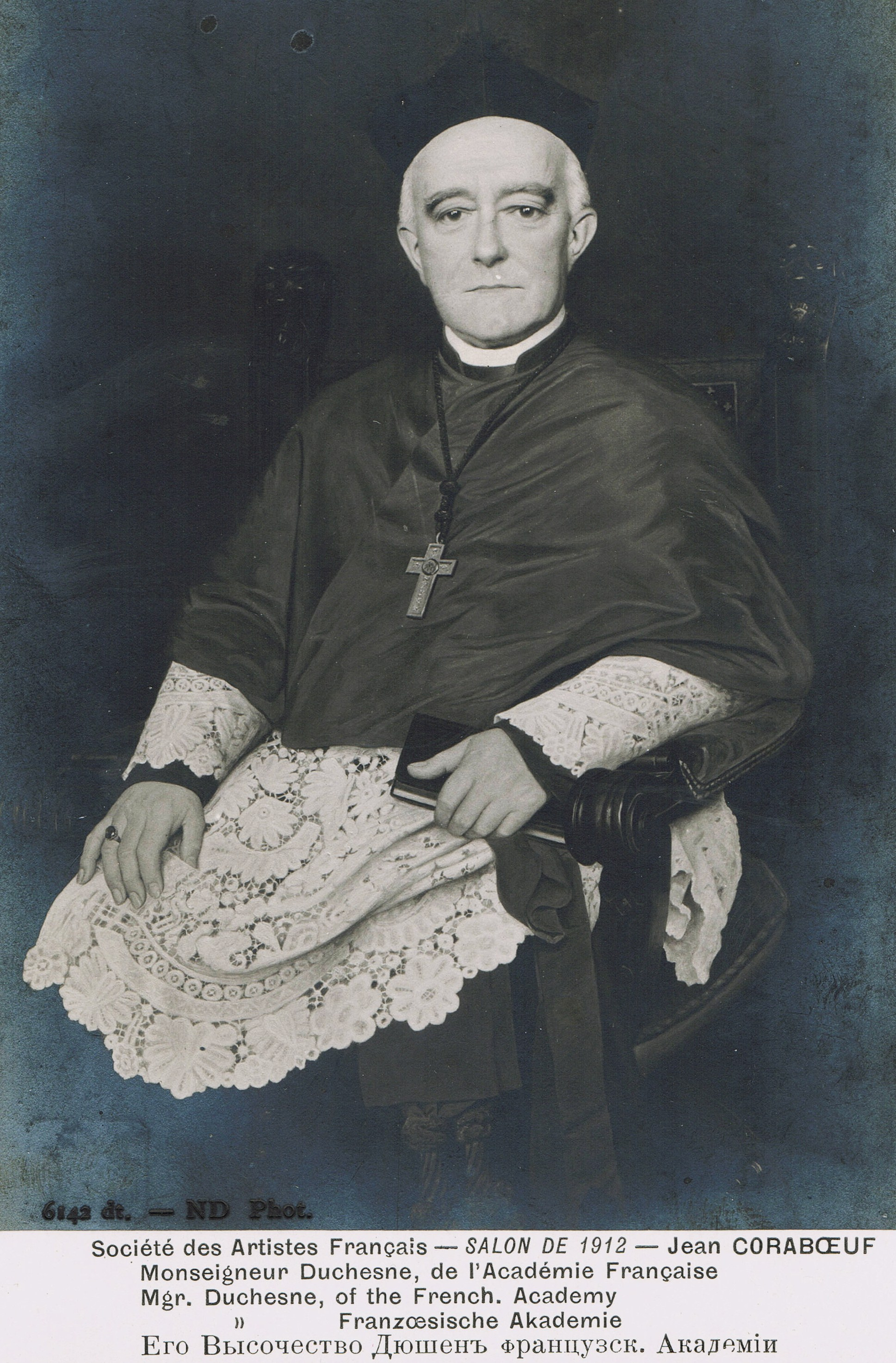
Louis Duchesne (1912), collections municipales de Saint-Servan.